# Сихарулидзе, Гомар Георгиевич
Гомар Георгиевич Сихарулидзе (груз. გომარ გიორგის ძე სიხარულიძე, 4 марта 1942, Кутаиси — 27 января 2020) — грузинский советский композитор, народный артист Грузинской ССР (1981).

## Биография
Окончил Тбилисскую государственную консерваторию имени Вано Сараджишвили (1964, хоровой дирижёр), (1976, композиция). Ученик А. Баланчивадзе.
В 1957—1959 годах работал в Ленинграде. Затем руководил народно-инструментальным ансамблем Кутаисской шелковой фабрики; вокальным ансамблем «Гордела» в 1961—1975 гг. в 1966—1970 преподавал в Тбилисской 1-й музыкальной школе, в 1970—1977 — директор Тбилисской 5-й музыкальной школы; с 1977 года — музыкальный руководитель Тбилисского дворца пионеров. С 1979 секретарь правления Союза композиторов Грузинской ССР. С 1984 года Заведующий музыкальным факультетом Тбилисского педагогического института.

## Сочинения
- Соната для фортепиано (1969),
- Пять пьес для фортепиано (1970),
- Экспромт для фортепиано (1970), Прелюдия и фуга для фортепиано (1970),
- Концерт для трех исполнителей, Детский голос (1984).
- 4 романса для баритона и фортепиано (1964),
- романс для громкого голоса и фортепиано (1970),
- ария «Ave Maria» для громкого голоса и фортепиано (1974);
- Хоровые произведения — Похвала № 1 «Восьмерка» для солистов и хора мальчиков А. Капелла (1966), Похвала № 2 «Гурам» для солиста, хора и симфонического оркестра (1968),
- «Четыре гурийских этюда» для женского хора А. Капелла (1972)

### Фильмография
- 2010 «Смерть солдата»,
- 1986 «Пять тысяч за голову Мевлуда»,
- 1985 «Самые быстрые в мире»,
- 1976 «Поделись теплом»
- 1972 «Чари-рама»

### Эстрада
- «Имерули балада» («Имеретинская баллада»),
- «Газапхули» («Весна»),
- «Гурия»,
- «Дон Кихот Зурикела»

## Награды
- Народный артист Грузинской ССР (1981)[3].
- Заслуженный артист Грузинской ССР (1972)[3].
- Премия Ленинского комсомола Грузии (1969)[3].